# Església de l'Arcàngel Miquel (Riga)
L'Església de l'Arcàngel Miquel (en letó: Rīgas Svētā Erceņģeļa Mihaila pareizticīgo baznīca) és una Església Ortodoxa a la ciutat de Riga capital de Letònia, està situada al carrer Maskavas, 170.